# Dawra
Dawra (arabiska: دورة; spanska: Daora; franska: Daoura) är en ort i nordvästra Västsahara, 40 km nordost om huvudstaden El-Aaiún, i den del som sedan mitten av 1970-talet ockuperas av Marocko.
Enligt Marockos administrativa indelning tillhör orten en landskommun med samma namn i provinsen Tarfaya. Denna kommun hade 1 108 invånare enligt Marockos folkräkning 2014.